# Neuchâtel Xamax FCS
Neuchâtel Xamax FCS is een Zwitserse voetbalclub, opgericht op 16 juni 1970 na een fusie tussen FC Cantonal Neuchâtel (opgericht in 1906) en FC Xamax (opgericht in 1912). In 2013 voegde FC Serrières zich aan bij de club. De club werd vernoemd naar Zwitsers international Max "Xam" Abegglen). De traditionele kleuren zijn rood-zwart.
In Duitstalig Zwitserland wordt de club Neuenburg Xamax FCS genoemd.

## Geschiedenis
In 1916 werd FC Xamax opgericht. Door de historie heen werd het tot een traditieclub in Zwitserland. De club bereikte in 1973 de hoogste klasse en speelde daar tot 2006. Eind jaren tachtig werden twee landstitels gewonnen.
Vanaf de eeuwwisseling kwam Xamax in onrustig vaarwater terecht. In 2004 kon degradatie nog worden ontlopen door over twee wedstrijden de barrages te winnen van het Liechtensteinse FC Vaduz. Twee seizoenen later werden de barrages verloren van FC Sion, maar het keerde na een jaar terug in de Super League.
In mei 2011 nam de Tsjetsjeen Bulat Tschagajew de club over en werd daarmee de nieuwe eigenaar. Hij wilde de club binnen een paar jaar Champions League laten spelen, maar al snel zorgde zijn aanpak voor veel weerstand. Zo ontsloeg hij na een nederlaag de halve selectie en trainer, liet hij het logo van de club aanpassen en werden er in de rust van wedstrijden Russische volksdansen opgevoerd. Supporters en sponsoren keerden zich vervolgens tegen hem en de club.

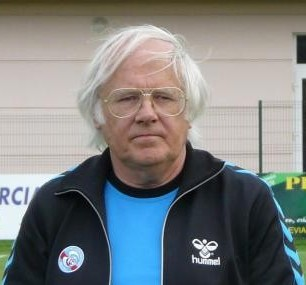
Gilbert Gress, coach bij verschillende kampioenschappen in de jaren '80

Na vele financiële problemen werd de club op 26 januari 2012 failliet verklaard en was het uitgesloten van deelname aan de Super League. De club begon opnieuw, maar moest onder de nieuwe naam Neuchâtel Xamax 1912 starten in de Zwitserse amateurdivisies. Dankzij de belofteploeg van Xamax kon de club beginnen in de 2. Liga Interregional, de vijfde klasse van het Zwitserse divisiesysteem. In het eerste jaar werd men meteen kampioen en promoveerde het naar de 1. Liga Classic. Opnieuw werd Xamax in het eerste jaar kampioen en promoveerde door middel van play-offwedstrijden tegen FC Baden en FC Fribourg. Tevens fusioneerde het in 2013 met het nabijgelegen FC Serrières, waarna de naam werd veranderd in de huidige. Ook in de 1. Liga Promotion konden de rood-zwarten promotie bewerkstelligen, aangezien Neuchâtel de enige ploeg was die een licentie kreeg voor de Challenge League; Etoile Carouge FC kreeg geen licentie toebedeeld.
In het seizoen 2018 promoveerde Xamax Neuchâtel FCS met een geruime voorsprong op Servette FC terug naar de Super League. Terug op het hoogste niveau beleefde men een van de meest memorabele seizoenen ooit. Xamax FCS eindigde als negende, waardoor het in de eindronde moest proberen om het vege lijf te redden. De heenwedstrijd tegen FC Aarau, de nummer twee van de Challenge League, werd met 0-4 verloren, waardoor de uitwedstrijd in Aarau een formaliteit leek. Het onmogelijke bleek mogelijk, want na 90 minuten stond er 0-4 op het scorebord, waarna Xamax de strafschoppenserie beter nam dan de tweedeklasser. De miraculeuze ontsnapping was echter uitstel van executie: het seizoen erop eindigden de Franstaligen als laatste in de eindrangschikking, waardoor het in 2020/2021 zou gaan uitkomen in de Challenge League.

## Erelijst
- Landskampioen

1987, 1988
- Zwitserse beker

Finalist: 1974, 1985, 1990, 2003, 2011
- Zwitserse Supercup

1987, 1988, 1990
- 2. Liga Interregional

2013
- 1. Liga Classic

2014
- 1. Liga Promotion

2015
- Challenge League

2018

## Eindklasseringen
- 1960 1e
2. Liga
- 1961 2e
1. Liga
- 1962 3e
1. Liga
- 1963 3e
1. Liga
- 1964 5e
1. Liga
- 1965 4e
1. Liga
- 1966 2e
1. Liga
- 1967 6e
Nationalliga B
- 1968 4e
Nationalliga B
- 1969 4e
Nationalliga B
- 1970 6e
Nationalliga B
- 1971 3e
Nationalliga B
- 1972 3e
Nationalliga B
- 1973 1e
Nationalliga B
- 1974 7e
Nationalliga A
- 1975 9e
Nationalliga A
- 1976 6e
Nationalliga A
- 1977 5e
Nationalliga A
- 1978 11e
Nationalliga A
- 1979 11e
Nationalliga A
- 1980 12e
Nationalliga A
- 1981 3e
Nationalliga A
- 1982 4e
Nationalliga A
- 1983 6e
Nationalliga A
- 1984 4e
Nationalliga A
- 1985 3e
Nationalliga A
- 1986 2e
Nationalliga A
- 1987 1e
Nationalliga A
- 1988 1e
Nationalliga A
- 1989 6e
Nationalliga A
- 1990 3e
Nationalliga A
- 1991 3e
Nationalliga A
- 1992 2e
Nationalliga A
- 1993 7e
Nationalliga A
- 1994 10e
Nationalliga A
- 1995 3e
Nationalliga A
- 1996 3e
Nationalliga A
- 1997 2e
Nationalliga A
- 1998 9e
Nationalliga A
- 1999 6e
Nationalliga A
- 2000 7e
Nationalliga A
- 2001 11e
Nationalliga A
- 2002 10e
Nationalliga A
- 2003 3e
Nationalliga A
- 2004 9e
Super League
- 2005 6e
Super League
- 2006 9e
Super League
- 2007 1e
Challenge League
- 2008 8e
Super League
- 2009 7e
Super League
- 2010 8e
Super League
- 2011 8e
Super League
- 2012 9e
Super League
- 2013 1e
2. Liga Interregional
- 2014 1e
1. Liga
- 2015 1e
Promotion League
- 2016 2e
Challenge League
- 2017 2e
Challenge League
- 2018 1e
Challenge League
- 2019 9e
Super League
- 2020 10e
Super League
- 2021 9e
Challenge League
- 2022 6e
Challenge League
- 2023 10e
Challenge League
- 2023 4e
Challenge League

- Niveau 1
- Niveau 2
- Niveau 3
- Niveau 4
- Niveau 5

## Resultaten per seizoen
| 2003–2004            | 9  | 10 | Super League                    | 36 | 10 | 6  | 20 | 46–63 | 36 | 6.617 |
| 2004–2005            | 6  | 10 | Super League                    | 34 | 10 | 8  | 16 | 36–48 | 38 | 4.353 |
| 2005–2006            | 9  | 10 | Super League                    | 36 | 9  | 6  | 21 | 41–70 | 33 | 2.967 |
| 2006–2007            | 1  | 18 | Challenge League                | 34 | 23 | 7  | 4  | 73–28 | 76 | 4.476 |
| 2007–2008            | 8  | 10 | Super League                    | 36 | 10 | 11 | 15 | 48–55 | 41 | 6.582 |
| 2008–2009            | 7  | 10 | Super League                    | 36 | 10 | 10 | 16 | 50–57 | 40 | 5.086 |
| 2009–2010            | 8  | 10 | Super League                    | 36 | 11 | 8  | 17 | 55–57 | 41 | 5.270 |
| 2010–2011            | 8  | 10 | Super League                    | 36 | 8  | 8  | 20 | 44–67 | 32 | 5.136 |
| Xamax Neuchâtel 1912 |    |    |                                 |    |    |    |    |       |    |       |
| 2012–2013            | 1  | 14 | 2. Liga Interregional (groep 3) | 26 | 21 | 4  | 1  | 92–28 | 67 | nb    |
| Xamax Neuchâtel FCS  |    |    |                                 |    |    |    |    |       |    |       |
| 2013–2014            | 1  | 14 | 1. Liga (groep 2)               | 26 | 19 | 4  | 3  | 67–25 | 61 | nb    |
| 2014–2015            | 1  | 16 | Promotion League                | 30 | 22 | 4  | 4  | 79–31 | 70 | 2.959 |
| 2015–2016            | 2  | 10 | Challenge League                | 34 | 15 | 9  | 10 | 53–42 | 54 | 3.011 |
| 2016–2017            | 2  | 10 | Challenge League                | 36 | 22 | 7  | 7  | 66–36 | 73 | 2.932 |
| 2017–2018            | 1  | 10 | Challenge League                | 36 | 26 | 7  | 3  | 82–39 | 85 | 3.475 |
| 2018–2019            | 9  | 10 | Super League                    | 36 | 9  | 10 | 17 | 44–65 | 37 | 6.002 |
| 2019–2020            | 10 | 10 | Super League                    | 36 | 5  | 12 | 19 | 33–68 | 27 | 3.984 |
| 2020–2021            | 9  | 10 | Challenge League                | 36 | 10 | 6  | 20 | 36–58 | 36 | –     |
| 2021–2022            | 6  | 10 | Challenge League                | 36 | 14 | 8  | 14 | 56–54 | 50 | 3.271 |
| 2022–2023            | 10 | 10 | Challenge League                | 36 | 4  | 12 | 20 | 42-65 | 24 | 3.256 |

## In Europa
Neuchâtel Xamax FCS speelt sinds 1981 in diverse Europese competities. Hieronder staan de competities en in welke seizoenen de club deelnam:
- Europacup I (2x)

1987/88, 1988/89
- Europacup II (1x)

1990/91
- UEFA Cup (10x)

1981/82, 1984/85, 1985/86, 1986/87, 1991/92, 1992/93, 1995/96, 1996/97, 1997/98, 2003/04
- Intertoto Cup (3x)

1999, 2000, 2005

## Bekende (oud-)spelers
- Timothée Atouba
- Logan Bailly
- Horst Blankenburg
- Henri Camara
- Lucien Favre
- Walter Fernandez
- René van der Gijp
- Hossam Hassan
- Stéphane Henchoz
- Heinz Hermann
- Jérémy Huyghebaert
- Brown Ideye
- Sander Keller
- Hany Ramzy
- Alexandre Rey
- Pascal Zuberbühler
- Hans-Peter Zwicker

### Internationals
De navolgende Europese voetballers kwamen als speler van Neuchâtel Xamax uit voor een vertegenwoordigend A-elftal. Tot op heden is Beat Sutter degene met de meeste interlands achter zijn naam. Hij kwam als speler van Neuchâtel Xamax in totaal 46 keer uit voor het Zwitserse nationale elftal.
| Naam                | Van        | Tot        | Totaal | Nationaal elftal |
| ------------------- | ---------- | ---------- | ------ | ---------------- |
| Beat Sutter         | 19.08.1986 | 22.01.1994 | 46     | Zwitserland      |
| Heinz Hermann       | 28.08.1985 | 02.06.1990 | 42     | Zwitserland      |
| Karl Engel          | 01.09.1981 | 13.11.1985 | 18     | Zwitserland      |
| Christophe Bonvin   | 19.12.1990 | 17.04.1993 | 17     | Zwitserland      |
| Alain Geiger        | 24.09.1986 | 05.06.1988 | 16     | Zwitserland      |
| Régis Rothenbühler  | 25.03.1992 | 17.04.1993 | 8      | Zwitserland      |
| Régis Rothenbühler  | 10.02.1997 | 09.06.1999 | 7      | Zwitserland      |
| Trifon Ivanov       | 15.04.1994 | 29.03.1995 | 14     | Bulgarije        |
| Philippe Perret     | 07.09.1983 | 28.05.1988 | 14     | Zwitserland      |
| Claude Ryf          | 09.04.1986 | 26.04.1989 | 13     | Zwitserland      |
| Sébastien Jeanneret | 27.03.1996 | 09.06.1999 | 11     | Zwitserland      |
| Stéphane Henchoz    | 23.01.1993 | 23.06.1995 | 9      | Zwitserland      |
| Patrice Mottiez     | 27.08.1986 | 26.04.1989 | 9      | Zwitserland      |
| Adrian Kunz         | 06.10.1996 | 11.10.1997 | 9      | Zwitserland      |
| Frédéric Chassot    | 13.12.1989 | 12.03.1991 | 8      | Zwitserland      |
| Joël Corminboeuf    | 27.04.1988 | 22.04.1998 | 8      | Zwitserland      |
| André Egli          | 17.10.1990 | 27.05.1992 | 8      | Zwitserland      |
| Viorel Moldovan     | 15.11.1995 | 13.06.1996 | 6      | Roemenië         |
| Ryszard Tarasiewicz | 05.09.1989 | 06.06.1990 | 6      | Polen            |
| Pascal Zaugg        | 26.10.1983 | 02.05.1984 | 6      | Zwitserland      |
| Robert Lüthi        | 10.10.1981 | 11.09.1985 | 4      | Zwitserland      |
| Pascal Zuberbühler  | 25.03.2007 | 15.06.2008 | 4      | Zwitserland      |
| Lajos Détári        | 07.09.1994 | 16.11.1994 | 3      | Hongarije        |
| Hans Küng           | 24.09.1975 | 23.04.1977 | 3      | Zwitserland      |
| Alexandre Rey       | 04.09.2004 | 09.02.2005 | 3      | Zwitserland      |
| René Hasler         | 07.09.1977 | 21.09.1977 | 2      | Zwitserland      |
| Ansi Agolli         | 03.09.2005 | 22.03.2006 | 2      | Albanië          |
| Silvano Bianchi     | 27.03.1984 | 02.05.1984 | 2      | Zwitserland      |
| Nebi Mustafi        | 07.09.2005 | 07.09.2005 | 1      | Macedonië        |
| Robert Lei-Ravello  | 21.09.1988 | 21.09.1988 | 1      | Zwitserland      |
| Nebi Mustafi        | 07.09.2005 | 07.09.2005 | 1      | Macedonië        |
| Hans-Peter Zwicker  | 24.08.1988 | 24.08.1988 | 1      | Zwitserland      |
| Didier Gigon        | 03.04.1990 | 03.04.1990 | 1      | Zwitserland      |
| Agonit Sallaj       | 20.06.2011 | 20.06.2011 | 1      | Albanië          |